# Iris wendelboi
Iris wendelboi är en irisväxtart som beskrevs av Grey-wilson och Brian Frederick Mathew. Iris wendelboi ingår i släktet irisar, och familjen irisväxter. Inga underarter finns listade i Catalogue of Life.